# Чемпионат России по софтболу 2021
30-й чемпионат России по софтболу проходил с 15 апреля по 3 августа 2021 года с участием 8 женских команд. Чемпионский титул во 2-й раз в своей истории и во 2-й раз подряд выиграла команда «РусСтар» (Москва).

## Система проведения чемпионата
8 команд провели трёхкруговой турнир по туровой системе, по результатам которого определена итоговая расстановка мест. За победу присуждается 2 очка, за поражение — 1. В случае равенства очков у двух и более команд приоритет отдаётся результатам личных встреч.

## Результаты
| М | Команда                    | 1             | 2              | 3             | 4             | 5             | 6              | 7              | 8             | И  | В  | П  | О  |
| - | -------------------------- | ------------- | -------------- | ------------- | ------------- | ------------- | -------------- | -------------- | ------------- | -- | -- | -- | -- |
| 1 | «РусСтар» Москва           |               | 8:1 4:3 3:2    | 13:0 3:2 10:0 | 6:4 10:2 8:1  | 19:3 5:3 7:0  | 14:0 7:0 9:0   | +:- +:- 8:1    | 11:1 14:3 7:0 | 21 | 21 | 0  | 42 |
| 2 | «Карусель» Тучково         | 1:8 3:4 2:3   |                | 15:0 11:2 2:0 | 4:2 12:3 7:0  | 17:0 11:4 9:0 | 10:3 16:2 15:0 | 10:0 15:0 10:1 | 10:0 26:1 7:0 | 21 | 18 | 3  | 39 |
| 3 | «Московия» Москва          | 0:13 2:3 0:10 | 0:15 2:11 0:2  |               | 9:3 6:2 7:0   | 8:2 5:1 5:0   | 13:1 5:4 9:0   | 7:1 10:0 10:1  | 11:1 12:0 7:0 | 21 | 15 | 6  | 36 |
| 4 | СШОР-42 Москва             | 4:6 2:10 1:8  | 2:4 3:12 0:7   | 3:9 2:6 0:7   |               | 7:5 7:0 5:2   | 8:4 4:0 8:1    | 4:2 7:4 8:7    | 10:3 18:2 7:0 | 21 | 12 | 9  | 33 |
| 5 | «Калита» Одинцовский район | 3:19 3:5 0:7  | 0:17 4:11 0:9  | 2:8 1:5 0:5   | 5:7 0:7 2:5   |               | 9:3 4:3 8:1    | 8:1 14:2 11:1  | 9:2 7:0 7:0   | 21 | 9  | 12 | 30 |
| 6 | «Звезда» Звенигород        | 0:14 0:7 0:9  | 3:10 2:16 0:15 | 1:13 4:5 0:9  | 4:8 0:4 1:8   | 3:9 3:4 1:8   |                | 7:3 5:1 6:5    | 11:0 10:1 7:0 | 21 | 6  | 15 | 27 |
| 7 | «Москвич» Москва           | -:+ -:+ 1:8   | 0:10 0:15 1:10 | 1:7 0:10 1:10 | 2:4 4:7 7:8   | 1:8 2:14 1:11 | 3:7 1:5 5:6    |                | 16:4 9:2 7:0  | 21 | 3  | 18 | 24 |
| 8 | Сборная Крыма Симферополь  | 1:11 3:14 0:7 | 0:10 1:26 0:7  | 1:11 0:12 0:7 | 3:10 2:18 0:7 | 2:9 0:7 0:7   | 0:11 1:10 0:7  | 4:16 2:9 0:7   |               | 21 | 0  | 21 | 21 |

Места проведения туров:
- 1. 15—20 апреля — Куйбышево (Бахчисарайский район, Республика Крым);
- 2. 11—16 июня — Тучково (Рузский район, Московская область);
- 3. 27 июля—3 августа — Москва.

## Призёры
«РусСтар» (Москва): Юлия Блажан, Анастасия Начарова, Дарья Доротюк, Яна Исламова, Татьяна Куликова, Татьяна Жучкова, Юлия Маслова, Ирина Ильяшенко, Анастасия Кузнецова, Дарья Тимакова, Милена Макушина, Айлин Мендес Санчес, Дарья Ладошкина, Мария Гудым, Софья Кокорева. Тренер — Блас Армандо Агиар Хиль.
 «Карусель» (Тучково): Алина Игнатьева, Нина Заказникова, Грейс Перечински, Василиса Сорокина, Татьяна Пинигина, Екатерина Колнобрицкая, Елизавета Коршакова, Дарья Семёнова, Евгения Егиазарова, Александра Загвоздкина, Марина Барышева, Екатерина Ушакова, Майя Шалвадзе, Вера Кухаренко. Тренер — Мария Казанцева.
 «Московия» (Москва): Юлия Гриб, Анастасия Макешина, Ольга Яковлева, Эвелина Булычёва, Милана Кожина, Яна Михайлова, Олеся Осипова, Анастасия Щербакова, Элина Балятинских, Дарья Бозиева, Анна Климентьева, Екатерина Столбунец, Ксения Кошелева. Тренер — Ирина Шемберева.